# ملسكام (مقاطعة فومن)
ملسكام (بالفارسية: ملسکام) هي قرية تقع في قسم غوراببس الريفي في إيران. يقدر عدد سكانها بـ 610 نسمة بحسب إحصاء 2016.